# Djungeläventyret Campa, Campa
Djungeläventyret Campa, Campa är en svensk film från 1976 med regi och manus av Torgny Anderberg.

## Om filmen
Inspelningen ägde rum i Peru mellan den 1 maj och den 1 september 1975 med Krister Hagéus som producent och Mogens Frendel som fotograf. Filmen premiärvisades på Stadsteatern i Falkenberg den 28 juni 1976.
Filmen fick ett blandat mottagande av kritikerna.
Filmen visades på SVT1 i februari 2019.

## Handling
Filmen utspelar sig i en by i den peruanska djungeln och handlar om hur missionärer för bort barn för att ge dem en kristen uppfostran.

## Rollista
- Gunnar Hellström – fader John
- Hugo Álvarez – kapten
- Amadeo Barboza – campahövding Amadeo
- Delfina Paredes – syster Francisca
- Myriam Reategui – syster Marta
- Lucha	– Lucha, den äldre campaflickan som rövas bort
- Lidia	– Lidia, den yngre campaflickan som rövas bort
- Chaboca – campaflicka på flotten
- Tiassa – campaflicka på flotten
- Mataco – campapojke på flotten
- Juari	– campapojke på flotten
- Aventi – campapojke på flotten
- Lucho	– campapojke på flotten
- Rodolfo Rodríguez – Rodolfo, soldat
- Zósimo Rodríguez – Zósimo, soldat
- Raúl Raymundez – Raúl, soldat